# Station Mercenasco
Station Mercenasco is een spoorwegstation van de spoorlijn Chivasso-Ivrea-Aosta, gelegen in de gemeente Mercenasco (Piëmont-Italië).